# Tailly (Somme)
Pour les articles homonymes, voir Tailly.
Tailly est une commune française située dans le département de la Somme, en région Hauts-de-France.

## Géographie
Tailly est un village picard du Vimeu.
Limitrophe d'Airaines, la localité est située à 10 km au sud de Longpré-les-Corps-Saints, 21 km au sud-est d'Abbeville et à 25 km à l'ouest d'Amiens, à vol d'oiseau.
Le territoire de la commune est limitrophe de ceux de cinq communes.
Les communes limitrophes sont Airaines, Laleu, Métigny, Quesnoy-sur-Airaines et Warlus.

### Géologie et relief
Le sol est généralement calcaire, légèrement siliceux en quelques endroits.
Le territoire correspond à un plateau peu accidenté.

### Hydrographie

#### Réseau hydrographique
La commune est située dans le bassin Artois-Picardie. Elle est drainée par la rivière de Tailly.

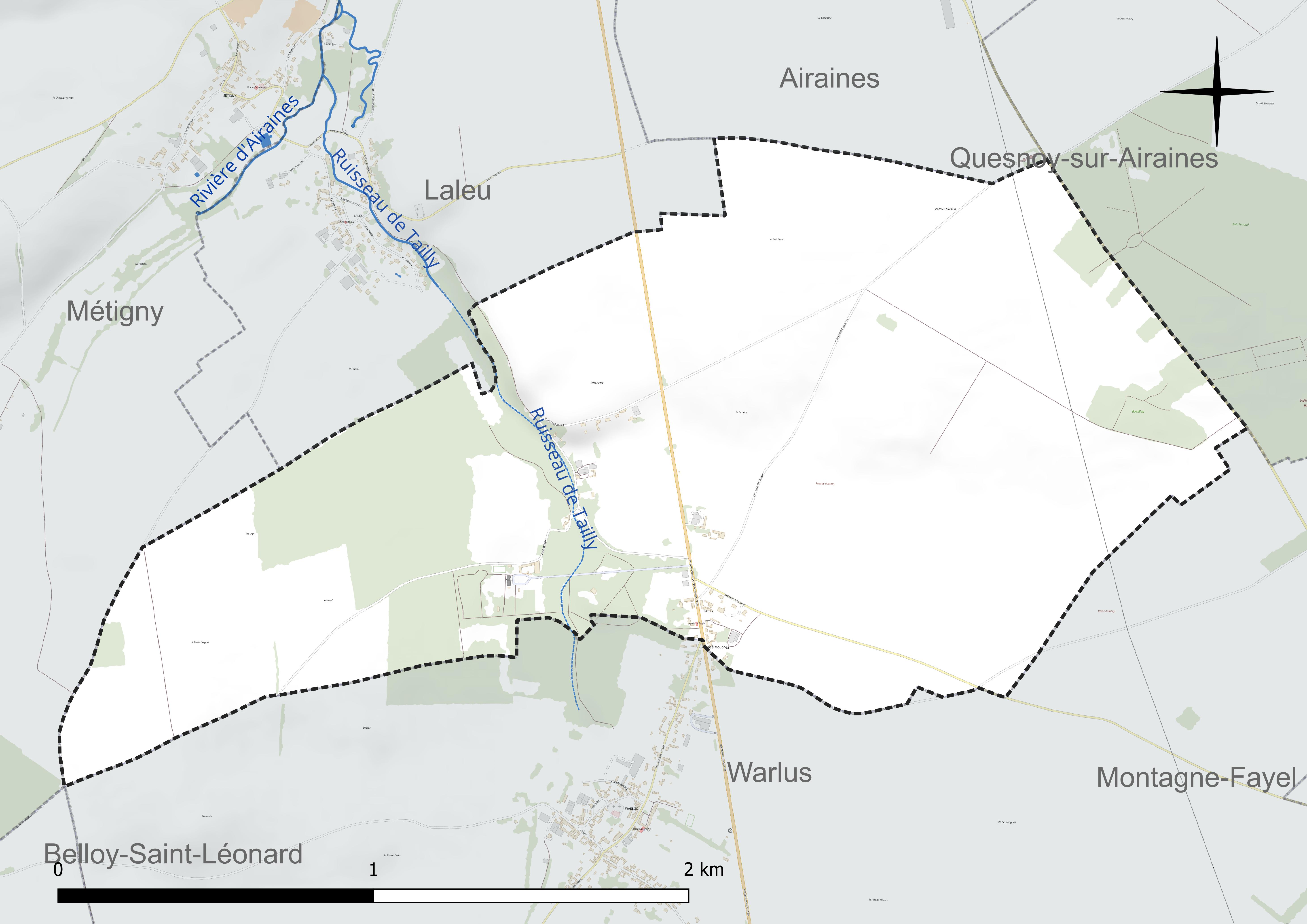
Réseau hydrographique de Tailly.

#### Gestion et qualité des eaux
Le territoire communal est couvert par le schéma d'aménagement et de gestion des eaux (SAGE) « Somme aval et Cours d'eau côtiers ». Ce document de planification concerne un territoire de 1 835 km2 de superficie, délimité par le bassin versant de la Somme canalisée. Le périmètre a été arrêté le 29 avril 2010 et le SAGE proprement dit a été approuvé le 6 août 2019. La structure porteuse de l'élaboration et de la mise en œuvre est le syndicat mixte d'aménagement hydraulique du bassin versant de la Somme (AMEVA).
La qualité des cours d'eau peut être consultée sur un site dédié géré par les agences de l'eau et l'Agence française pour la biodiversité.

### Climat
Pour des articles plus généraux, voir Climat des Hauts-de-France et Climat de la Somme.
En 2010, le climat de la commune est de type climat océanique dégradé des plaines du Centre et du Nord, selon une étude du CNRS s'appuyant sur une série de données couvrant la période 1971-2000. En 2020, Météo-France publie une typologie des climats de la France métropolitaine dans laquelle la commune est exposée à un climat océanique et est dans la région climatique Côtes de la Manche orientale, caractérisée par un faible ensoleillement (1 550 h/an) ; forte humidité de l'air (plus de 20 h/jour avec humidité relative > 80 % en hiver), vents forts fréquents.
Pour la période 1971-2000, la température annuelle moyenne est de 10,6 °C, avec une amplitude thermique annuelle de 13,2 °C. Le cumul annuel moyen de précipitations est de 748 mm, avec 11,9 jours de précipitations en janvier et 8,3 jours en juillet. Pour la période 1991-2020, la température moyenne annuelle observée sur la station météorologique la plus proche, située sur la commune d'Oisemont à 13 km à vol d'oiseau, est de 11,1 °C et le cumul annuel moyen de précipitations est de 801,4 mm,. Pour l'avenir, les paramètres climatiques de la commune estimés pour 2050 selon différents scénarios d'émission de gaz à effet de serre sont consultables sur un site dédié publié par Météo-France en novembre 2022.

## Urbanisme

### Typologie
Au 1er janvier 2024, Tailly est catégorisée commune rurale à habitat dispersé, selon la nouvelle grille communale de densité à sept niveaux définie par l'Insee en 2022.
Elle est située hors unité urbaine. Par ailleurs la commune fait partie de l'aire d'attraction d'Amiens, dont elle est une commune de la couronne,. Cette aire, qui regroupe 369 communes, est catégorisée dans les aires de 200 000 à moins de 700 000 habitants,.

### Occupation des sols
L'occupation des sols de la commune, telle qu'elle ressort de la base de données européenne d'occupation biophysique des sols Corine Land Cover (CLC), est marquée par l'importance des territoires agricoles (88,8 % en 2018), en augmentation par rapport à 1990 (87 %). La répartition détaillée en 2018 est la suivante : 
terres arables (78,4 %), zones agricoles hétérogènes (10,5 %), milieux à végétation arbustive et/ou herbacée (7,9 %), forêts (2,1 %), zones urbanisées (1,1 %). L'évolution de l'occupation des sols de la commune et de ses infrastructures peut être observée sur les différentes représentations cartographiques du territoire : la carte de Cassini (XVIIIe siècle), la carte d'état-major (1820-1866) et les cartes ou photos aériennes de l'IGN pour la période actuelle (1950 à aujourd'hui).

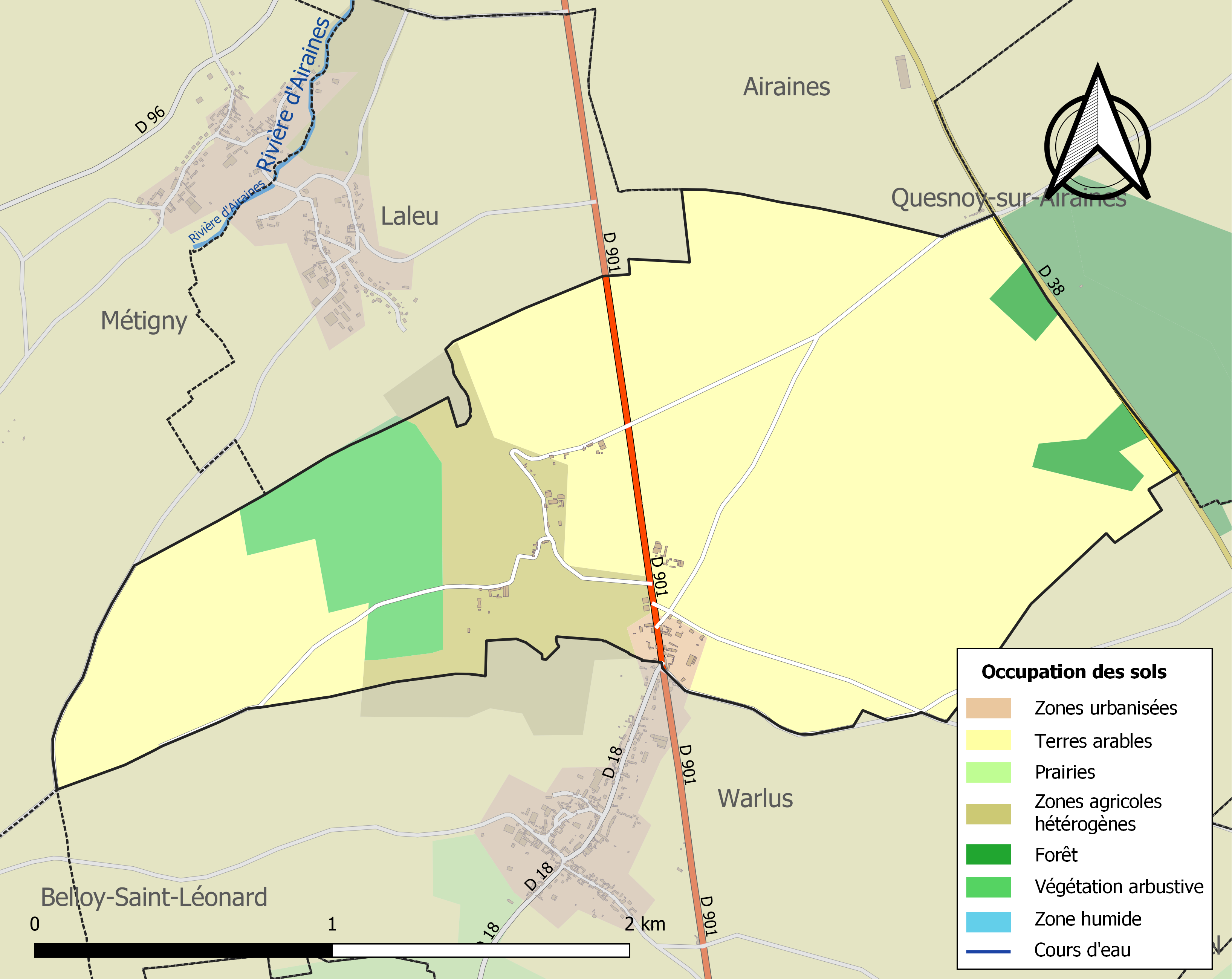
Carte des infrastructures et de l'occupation des sols de la commune en 2018 (CLC).

### Lieux-dits, hameaux et écarts
Le hameau de L'Arbre-à-Mouches dépend de Tailly.

## Toponymie
Tailli est relevé dans un cartulaire du chapitre de 1206 ; en 1301, c'est Taylly qui est mentionné. Un titre du chapitre propose Talliacum, forme latinisée, en 1310. Tailly à l'arbre à mouches apparaît en 1692, dans des procédures.
Tailly viendrait de Tilia, lieu planté de tilleuls.
Le hameau de l'Arbre à Mouches correspondrait à un frêne qui se couvrait de ces insectes.
Bien en évidence, était autrefois établi, pour l'exemple, le gibet. Les condamnés y étaient exposés jusqu'à décomposition. Ce qui expliquerait l'attrait des mouches...

## Histoire
On a retrouvé des traces d'anciens habitats gaulois dont les enclos sont bien visibles par archéologie aérienne.
Le lieu fut érigé en cité dès le XIIIe siècle.
François de Biencourt (en Beauvaisis), a été seigneur de Tailly et du Quesnel, comme l'atteste une pierre tombale au château.
Une vavassorie du duché d'Aumale, tenue en 1500 par messire de Rune, fut ensuite achetée par la famille de Mannay.
Jean de Mannay succède à la famille du Quesnel comme titulaire de la seigneurie locale.
Un mariage fera passer la seigneurie aux de Bizemont.

## Politique et administration

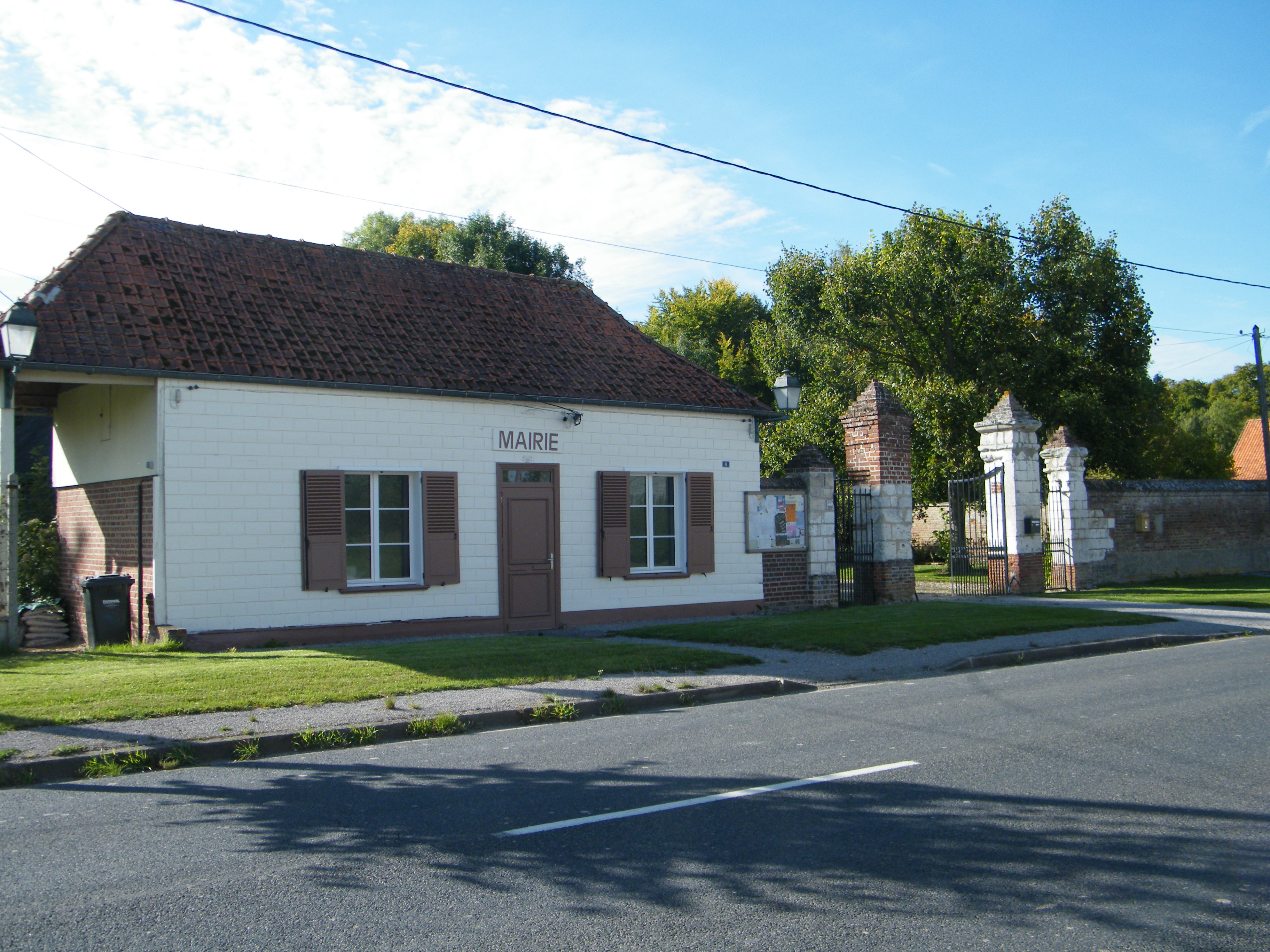
Mairie.

### Rattachements administratifs et électoraux
La commune se trouve dans l'arrondissement d'Amiens du département de la Somme. Pour l'élection des députés, elle fait partie depuis 2012 de la troisième circonscription de la Somme.
Elle faisait partie depuis 1801 du canton de Molliens-Dreuil. Dans le cadre du redécoupage cantonal de 2014 en France, la commune est intégrée au canton d'Ailly-sur-Somme.

### Intercommunalité
La commune était membre de la communauté de communes du Sud-Ouest Amiénois (CCSOA), créée en 2004.
Dans le cadre des dispositions de la loi portant nouvelle organisation territoriale de la République du 7 août 2015, qui prévoit que les établissements publics de coopération intercommunale (EPCI) à fiscalité propre doivent avoir un minimum de 15 000 habitants, la préfète de la Somme propose en octobre 2015 un projet de nouveau schéma départemental de coopération intercommunale (SDCI) qui prévoit la réduction de 28 à 16 du nombre des intercommunalités à fiscalité propre du département.
Ce projet prévoit la « fusion des communautés de communes du Sud-Ouest Amiénois, du Contynois et de la région d'Oisemont », le nouvel ensemble de 37 412 habitants regroupant 120 communes,. À la suite de l'avis favorable de la commission départementale de coopération intercommunale en janvier 2016, la préfecture sollicite l'avis formel des conseils municipaux et communautaires concernés en vue de la mise en œuvre de la fusion.
La communauté de communes Somme Sud-Ouest (CC2SO), dont est désormais membre la commune, est ainsi créée au 1er janvier 2017.

### Liste des maires
| Période                                  | Période                      | Identité                        | Étiquette | Qualité |
| ---------------------------------------- | ---------------------------- | ------------------------------- | --------- | --- |
| Les données manquantes sont à compléter. |                              |                                 |           | |
| 1965                                     | 2008                         | Hubert Leclerc de Hauteclocque, |           | Comte de Hauteclocque Fils du maréchal Leclerc Commandeur de la Légion d'honneur, Croix de guerre 1939-1945 |
| mars 2008                                | En cours (au 8 octobre 2020) | Sylviane Calippe                |           | Réélue pour le mandat 2020-2026,                                                                            |

## Population et société

### Démographie
L'évolution du nombre d'habitants est connue à travers les recensements de la population effectués dans la commune depuis 1793. Pour les communes de moins de 10 000 habitants, une enquête de recensement portant sur toute la population est réalisée tous les cinq ans, les populations de référence des années intermédiaires étant quant à elles estimées par interpolation ou extrapolation. Pour la commune, le premier recensement exhaustif entrant dans le cadre du nouveau dispositif a été réalisé en 2007.

En 2022, la commune comptait 57 habitants, en évolution de −3,39 % par rapport à 2016 (Somme : −1,26 %, France hors Mayotte : +2,11 %).
| 1793 | 1800 | 1806 | 1821 | 1831 | 1836 | 1841 | 1846 | 1851 |
| ---- | ---- | ---- | ---- | ---- | ---- | ---- | ---- | ---- |
| 78   | 54   | 88   | 79   | 90   | 99   | 96   | 85   | 94   |

| 1856 | 1861 | 1866 | 1872 | 1876 | 1881 | 1886 | 1891 | 1896 |
| ---- | ---- | ---- | ---- | ---- | ---- | ---- | ---- | ---- |
| 100  | 101  | 96   | 83   | 77   | 78   | 70   | 68   | 71   |

| 1901 | 1906 | 1911 | 1921 | 1926 | 1931 | 1936 | 1946 | 1954 |
| ---- | ---- | ---- | ---- | ---- | ---- | ---- | ---- | ---- |
| 53   | 61   | 58   | 61   | 52   | 55   | 46   | 58   | 55   |

| 1962 | 1968 | 1975 | 1982 | 1990 | 1999 | 2006 | 2007 | 2012 |
| ---- | ---- | ---- | ---- | ---- | ---- | ---- | ---- | ---- |
| 62   | 73   | 60   | 51   | 72   | 64   | 63   | 63   | 58   |

| 2017 | 2022 | - | - | - | - | - | - | - |
| ---- | ---- | - | - | - | - | - | - | - |
| 59   | 57   | - | - | - | - | - | - | - |

### Enseignement
La compétence scolaire est gérée par la communauté de communes.

### Vie locale
Le foyer rural Avelesges-Tailly-Warlus anime la commune par ses activités, notamment pédestres.

## Culture locale et patrimoine

### Lieux et monuments
- Le château de Tailly et son parc  du XVIIIe siècle : 
construit dans les années 1730-1740, le corps de logis surmonté d'un fronton circulaire et flanqué de deux ailes a conservé une partie de ses décors des XVIIIe et XIXe siècles. Adrien de Hauteclocque, propriétaire des châteaux voisins de Belloy-Saint-Léonard et d'Étréjust, l'acheta en 1925 pour son fils, le futur maréchal Leclerc de Hauteclocque[35].

Visite libre gratuite du parc et de l'exposition dans les communs, consacrée à l'épopée du maréchal Leclerc de Hauteclocque et la Libération de la France en 1944.

Château de Tailly, à la mémoire du maréchal.
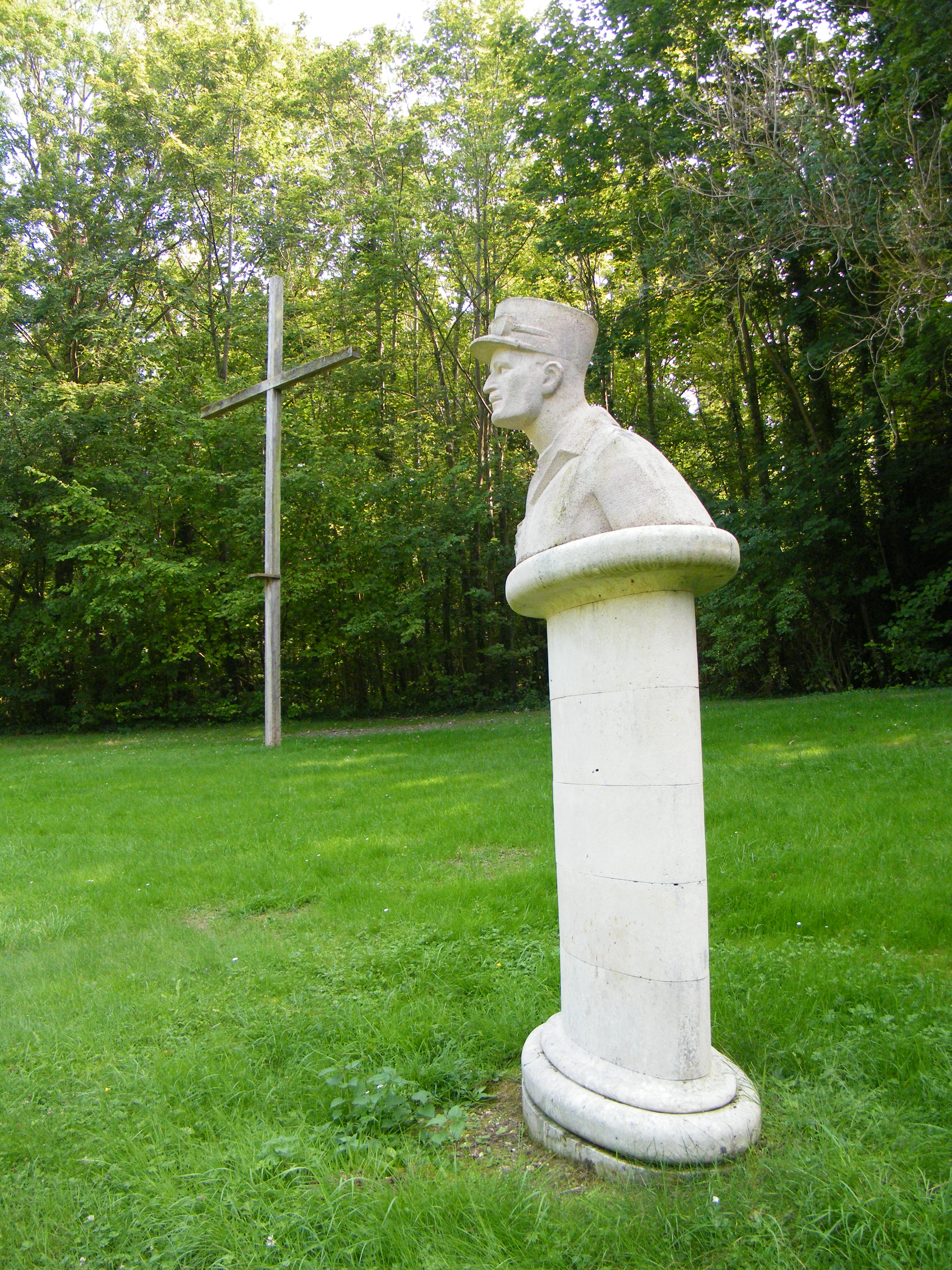
Statue du maréchal dans le parc.
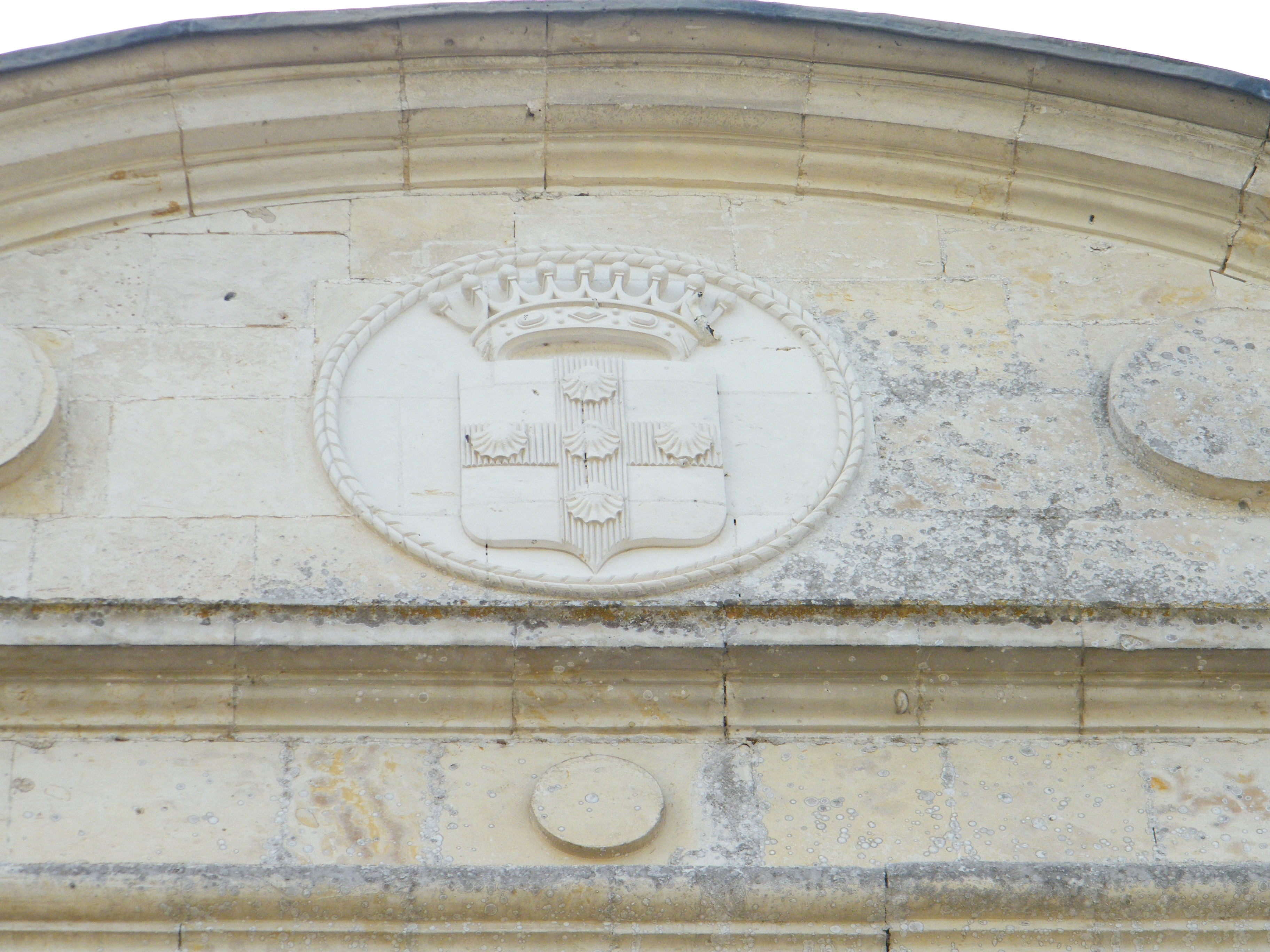
Armes sculptées sur le fronton du château.
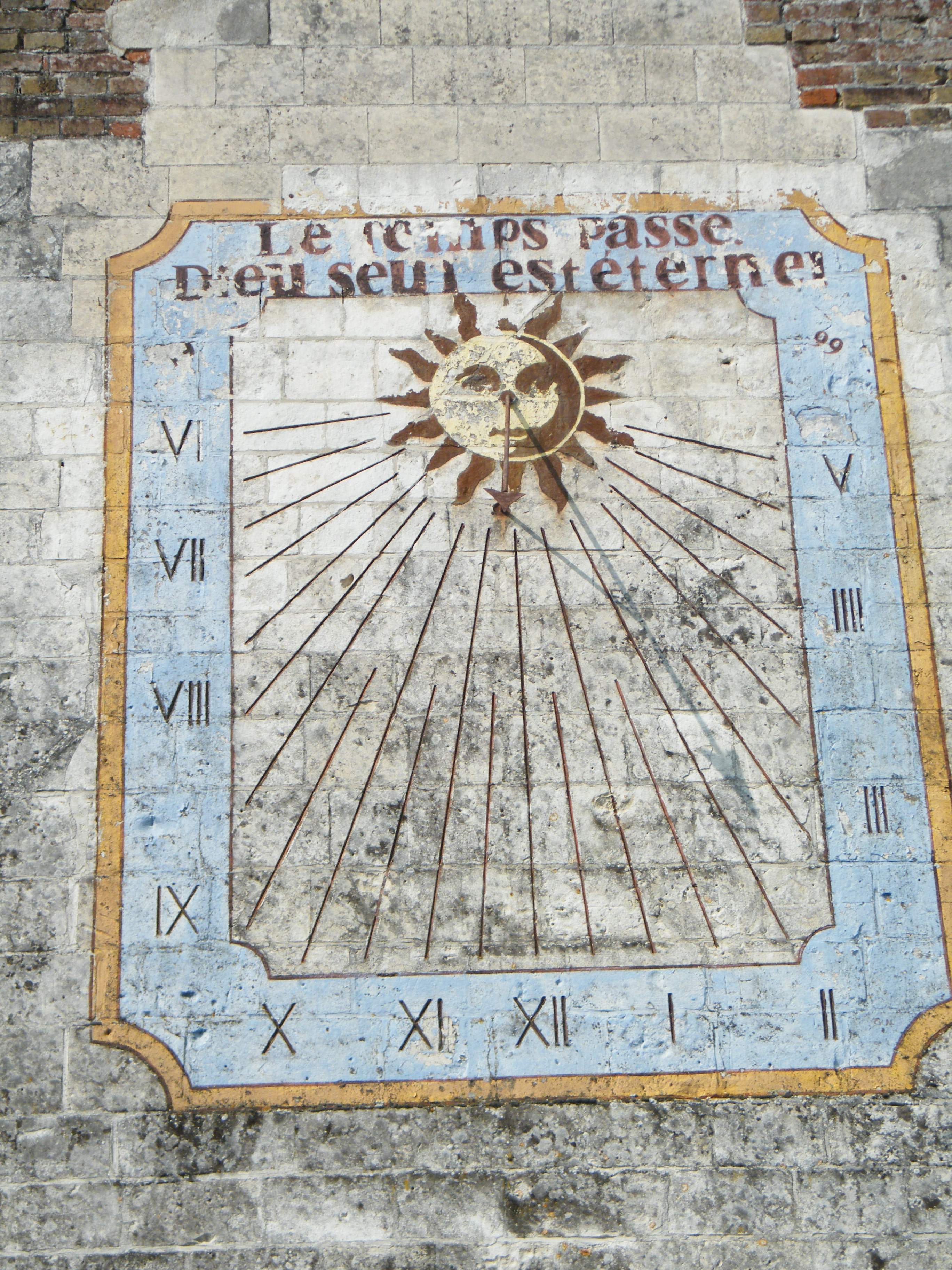
Cadran solaire sur un mur des communs.
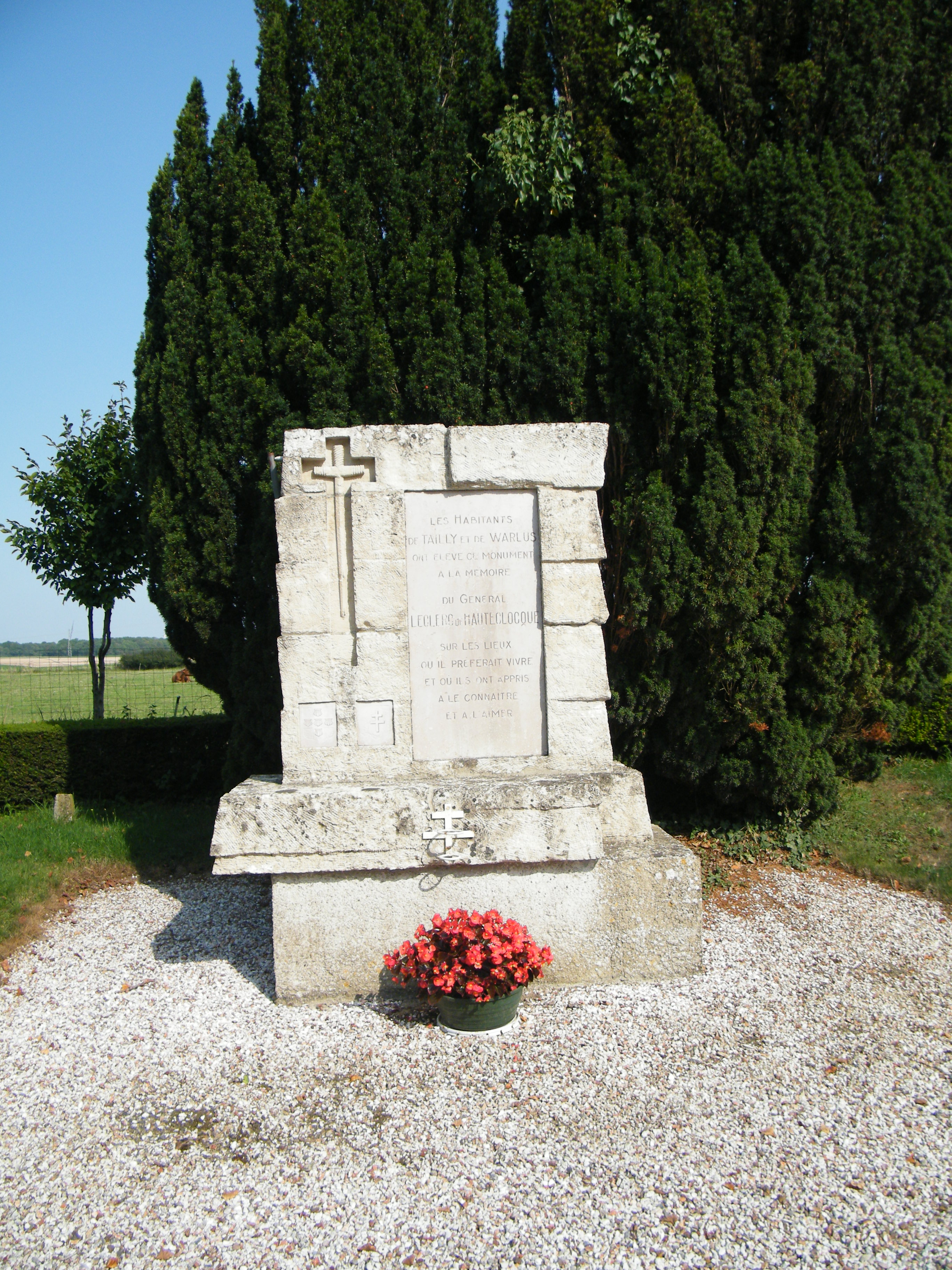
Hommage face à l'entrée du château.
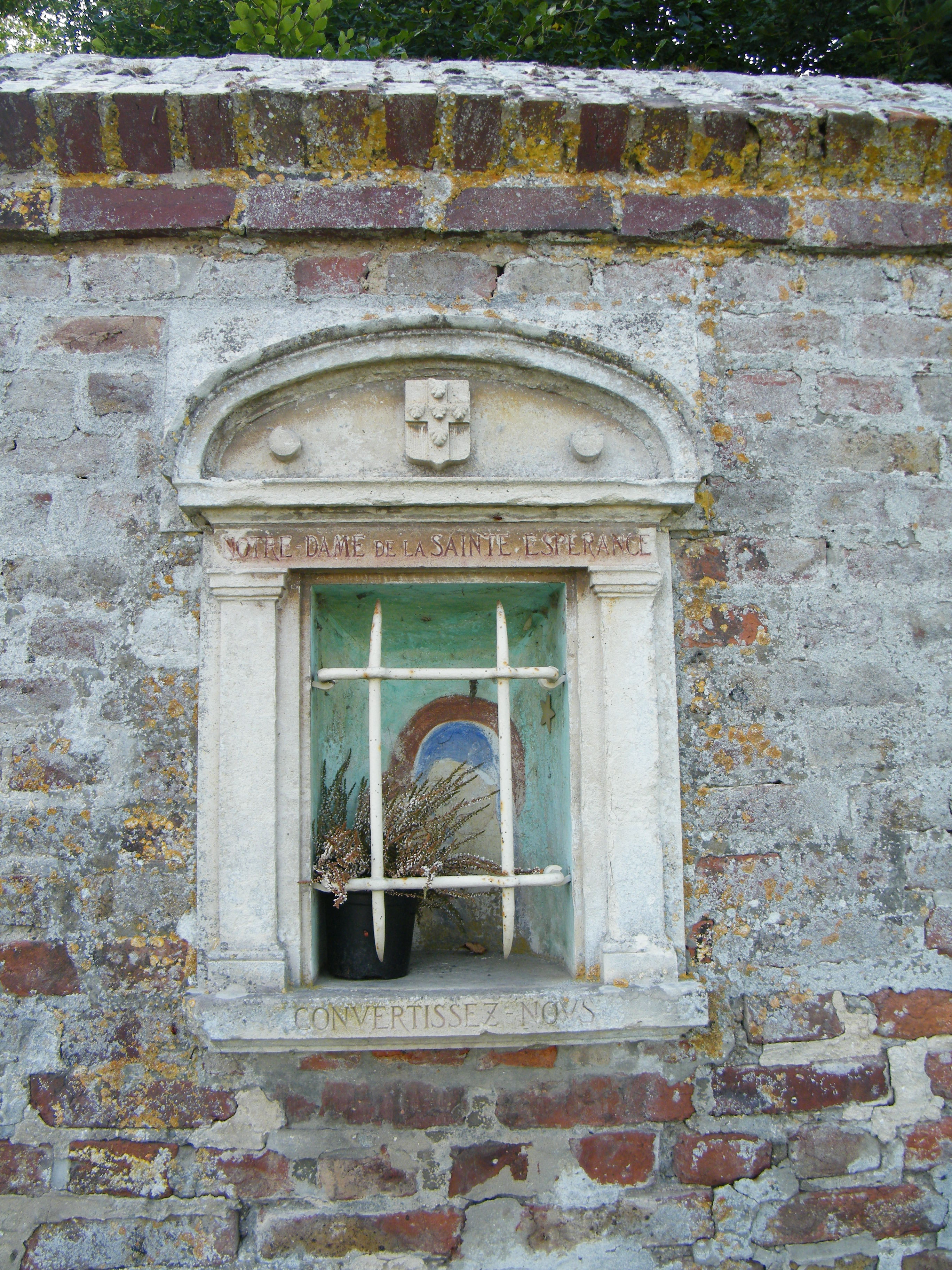
Niche vouée à la Vierge, à l'entrée du château.
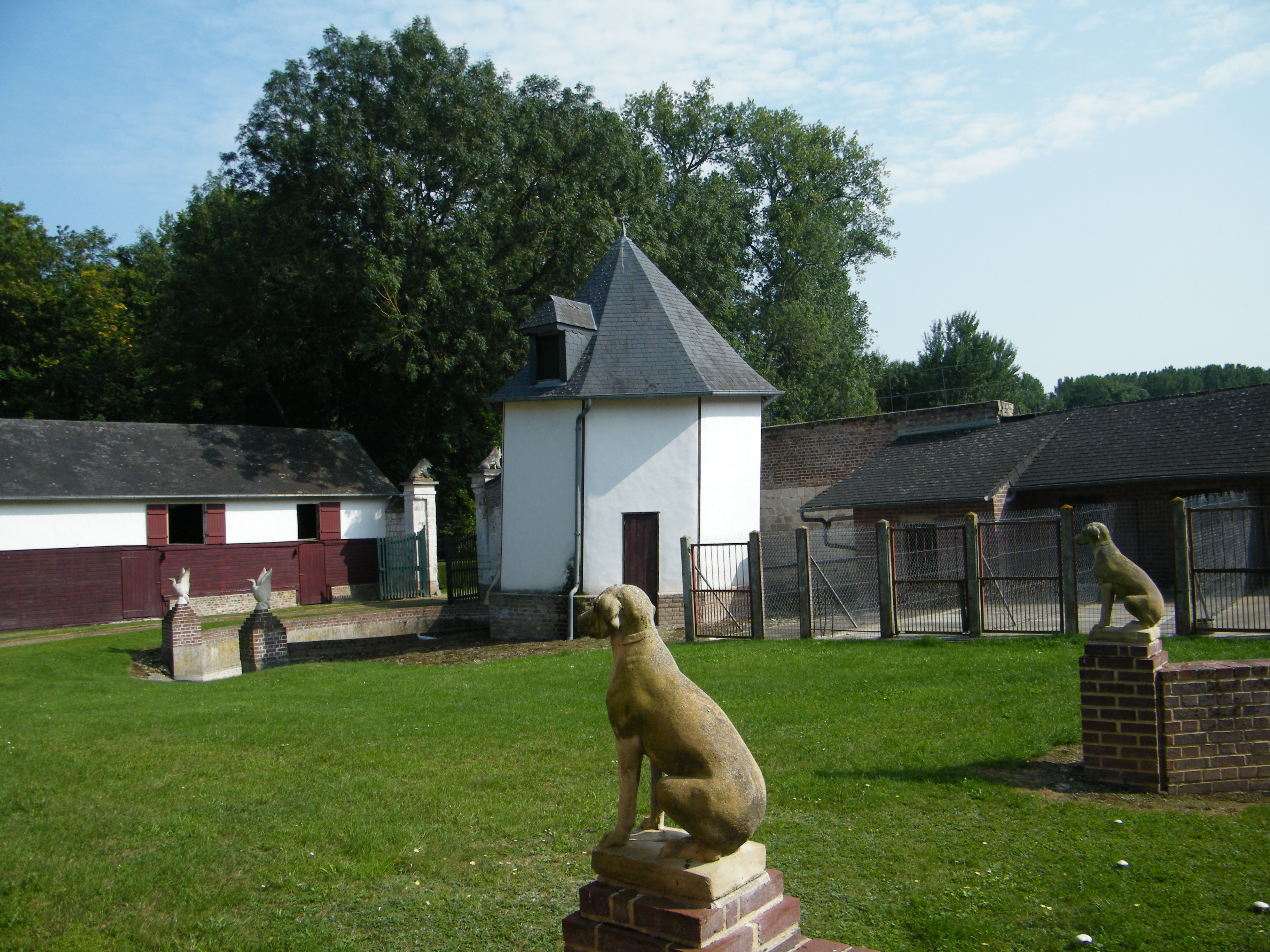
Colombier dans la cour des communs.

### Personnalités liées à la commune
- Achille Lefort (1834-1912)
- Philippe Leclerc de Hauteclocque, maréchal de France habita le château de Tailly. Il donna d'ailleurs le nom de Tailly au char dans lequel il entra à Paris à la tête de la 2e division blindée, lors de la libération de Paris[36].